# Cerithiopsis gemmulosa
Cerithiopsis gemmulosa är en snäckart som först beskrevs av C. B. Adams 1847.  Cerithiopsis gemmulosa ingår i släktet Cerithiopsis och familjen Cerithiopsidae. Inga underarter finns listade i Catalogue of Life.